# 馬里-夏爾·達維德·德·邁勒納

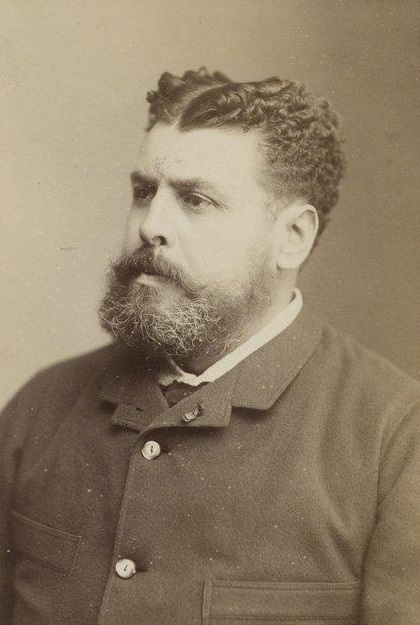
馬里-夏爾·達維德·德·邁勒納

馬里-夏爾·達維德·德·邁勒納（法語：Marie-Charles David de Mayréna，1842年1月31日—1890年11月11日），法國探險家。他在1888年於今日越南南部的西原建立色當王國，自稱馬里一世（Marie Ier）。
出生於法國土倫。原為法國政府官員，1883年6月因為害怕受到貪污的控告，自巴黎逃往爪哇。次年，被逐出荷屬東印度公司。他回到巴黎組織運往亞齊的軍火裝運。回到東印度公司後，他在越南停留，並開闢了一個種植園。1888年，暹羅國王開始宣稱對法屬領地以西的地區擁有主權。邁勒納提議發動一場對內陸地區遠征，同當地部落簽訂條約，焦慮的法屬印度支那總督同意了他的提議。
然而到達那裡以後，邁勒納說服一些部落酋長擁立自己為國王，建立色當王國。邁勒納獲得巴拿族和色當族酋長的支持，於1888年6月3日在昆嵩的村莊Pelei Agna加冕為國王，自稱馬里一世。
邁勒納將羅馬天主教定為官方宗教。但他不強制他的王國皈依天主教，而這些部落大多為穆斯林；相反，他宣稱皈依伊斯蘭教。他設計國旗，以及「馬里一世勳章」，該勳章是他在香港請金匠打造。
他也為自己的王國尋求外交承認，並提議將王國獻給法國以換取壟斷權，並暗示如果法國人不感興趣，普魯士人感興趣。法國政府對此反應冷淡，他就在1889年前往香港，同英國人接近。在那裡又遭英國人冷落，他便前往比利時。1889年，比利時金融家Somsy給邁勒納提供武器和金錢，以換取採礦權。然而法國海軍封鎖了越南港口以阻止他回來，他的武器在新加坡被作為走私品而扣押。邁勒納退往英屬馬來亞。1890年11月11日，邁勒納在刁曼島神秘死去，有被毒殺、被蛇咬死、决鬥身亡等說法。
色當王國隨後被法國及其保護國安南征服，此事未經色當政府或色當人允許。